# UD Trucks

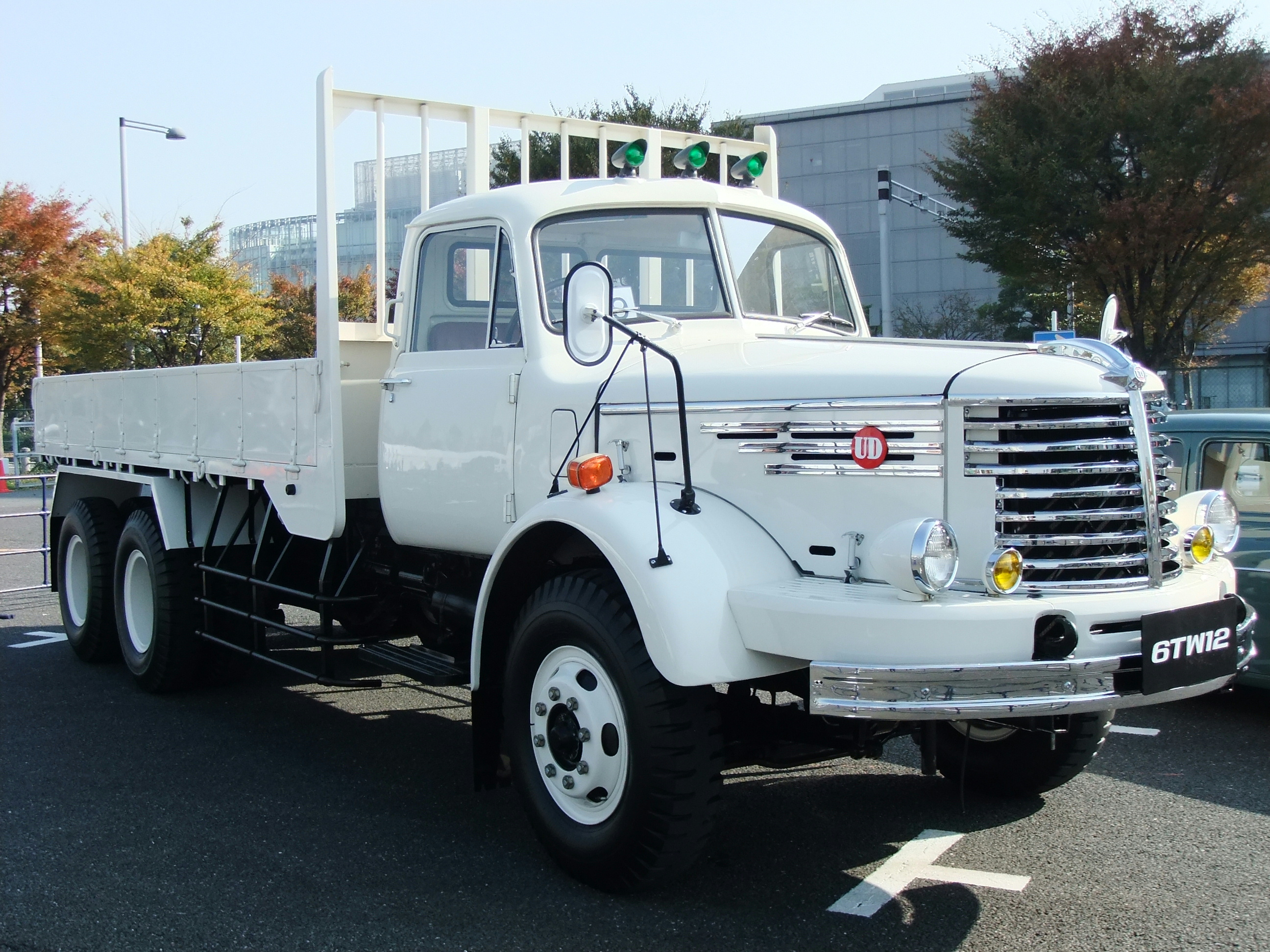
Nissan Diésel 6TW12

UD Trucks Corporation (UDトラックス株式会社, UD Torakkusu Kabushikigaisha) es una compañía japonesa cuyo negocio principal es la fabricación y venta de camiones ligeros, medianos y pesados de diésel, autobuses, chasis de autobús y vehículos para propósito especial. Su sede está localizada en Ageo, Saitama, Japón. La compañía es propiedad 100% del Grupo Volvo desde 2007. Hasta 2010,  fue conocida como Nissan Diésel, luego la compañía cambió su nombre a UD Trucks. Ya antes del cambio de nombre, el nombre UD fue prominentemente mostrado para separar la identidad de aquel de su dueño anterior Nissan Motors.
El nombre UD fue originalmente utilizado por la compañía Uniflow Diesel Engine (conocida como Two-stroke Engine), fundada en 1955, pero ahora es mercadeado con el significado de "Ultimate Dependability".
El 15 de febrero de 2010 fue anunciado que los camiones UD habían tomado el control sobre la importación y ventas de camiones Volvo en Japón, como consecuencia de la adquisición de Volvo. El presidente actual de la compañía es Joachim Rosemberg.

## Historia

### Inicios
En 1935 es fundada Industrias Nihon Diesel, Ltd, en Kawaguchi, Japón en las afueras de Tokio. La compañía inicia la producción de la KD-series con motores diésel de 2 ciclos. En 1940 inicia la producción de la serie de camiones TT6 de 4.5 toneladas. En 194_ desarrolló la serie de camiones TN93 de 7.5 toneladas, promocionando la capacidad de carga más grande en el mercado japonés, y el primer bus monocasco BR3 de la nación con motores montados en la parte trasera. En 1949 desarrolló la serie de camiones TN93 de 7.5 toneladas.

### 1950-1959
En 1950 el nombre de compañía cambió a Industrias Minsei Diésel, Ltd.; y la compañía inicia la carrera para convertiste en un fabricante de equipos de transporte completo. En 1955 nace la marca UD, cuando Industrias Minsei Diesel introdujo una gama de motores uniflow-scavenging diésel de 2 ciclos. Como era de esperarse, UD surge debido a "Uniflow Diésel", llamando así al motor que ellos habían inventado para ser usado en sus camiones. Inició la producción de varios camiones y autobuses con motores 81 kW (110 PS) UD3, 110 kW (150 PS) UD4 y 169 kW (230 PS) UD6. En 1957 se desarrolla el primer bus japonés de la serie RFA con suspensión por aire y la serie de camiones 6TW10 llamada "Jumbo" en el extranjero.

### 1960-1969

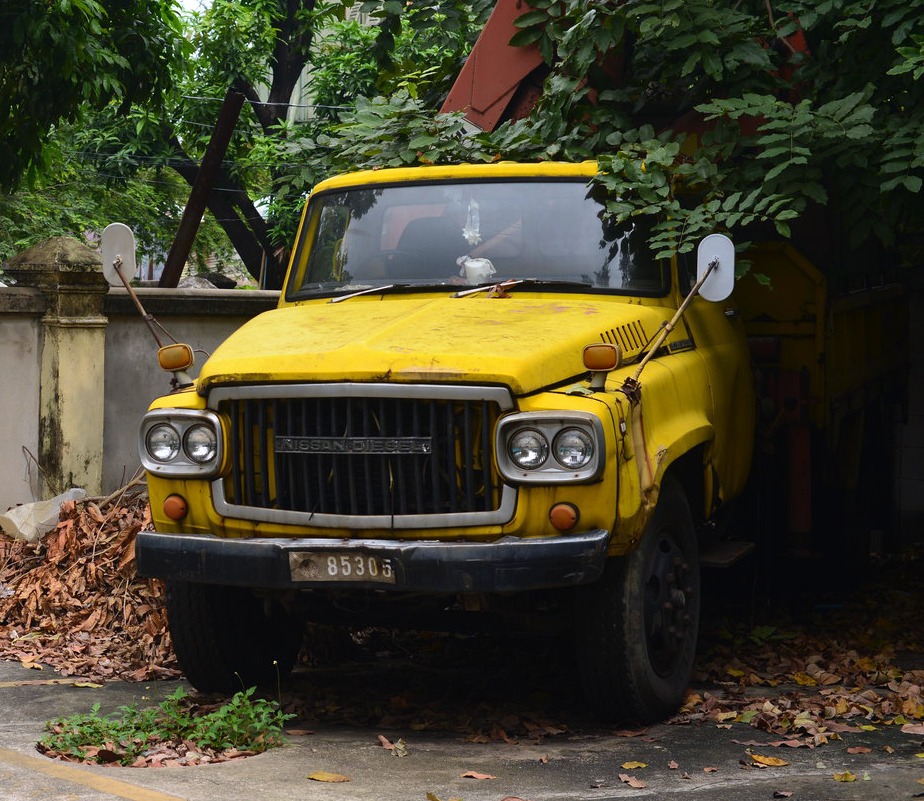
Nissan Diésel 780

En 1960 el nombre de compañía cambia nuevamente, esta vez a Nissan Diesel Motor Co., Ltd. Se introduce al mercado de los camiones de control y tractores. En 1963, se inicia la producción de motores diesel compactos de 4 ciclos con 40 kW (55PS) SD20 y 44 kW (60PS) SD22. Grúas de 70 a 80 toneladas fueron también introducidos a la línea. En 1969 se introducen los motores diesel para trabajo pesado de 4-ciclos con 136 kW (185PS) PD6 y 99 kW (135 PS) ND6. Los productos diésel fueron vendidos en Japón en un canal separado de ventas llamado Nissan Diésel. En 1969, la serie 780 remplazó la serie de camiones 680.

### 1970-1979

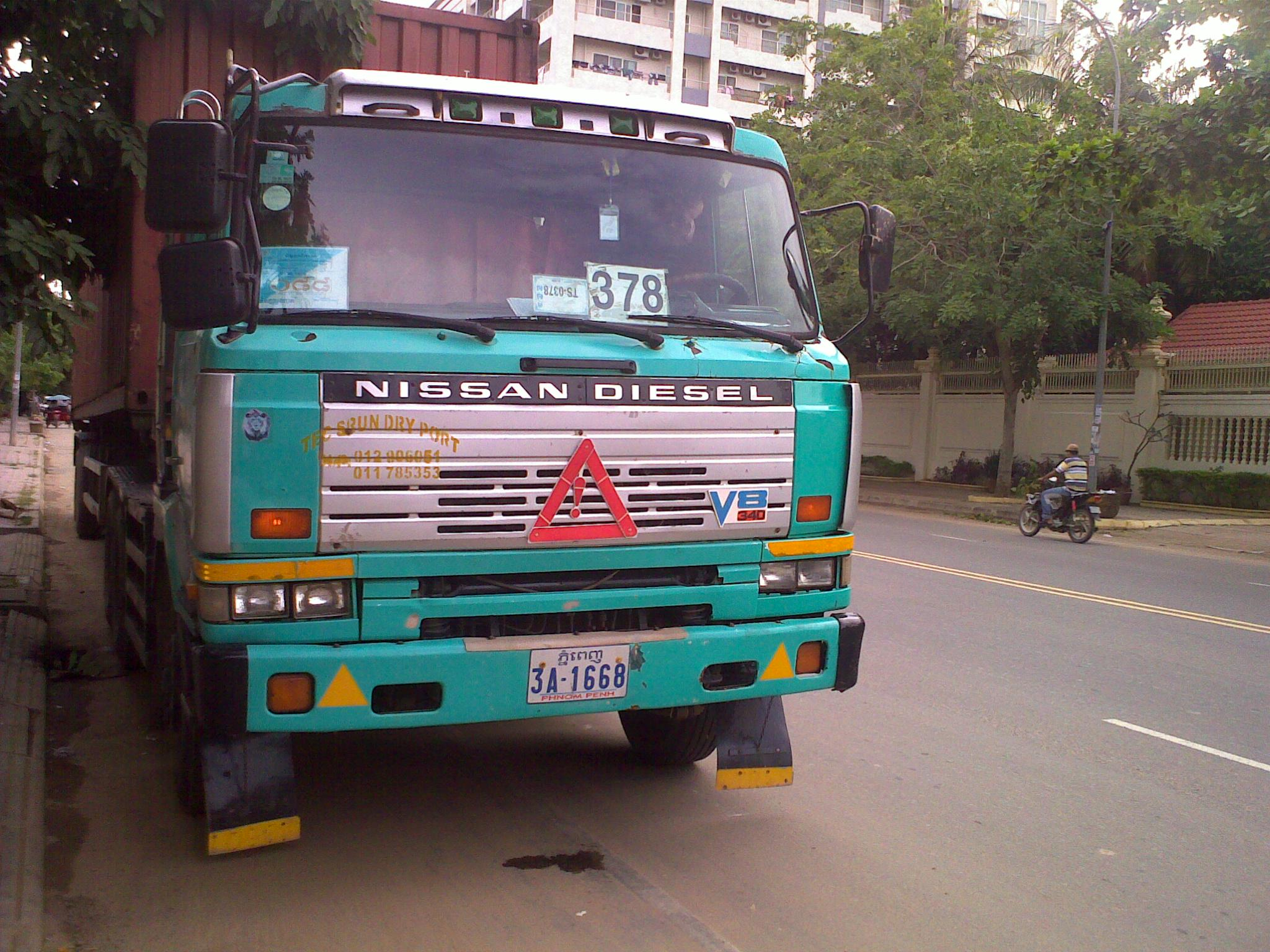
Nissan Diésel CW 340

1972 sale al mercado el motor diesel en V de 206 kW (280 PS) RD8 y 257 kW (350 PS) RD10. En 1973, camiones de trabajo ligero fueron producidos por la Nissan Motor Company.

### 1980-1989

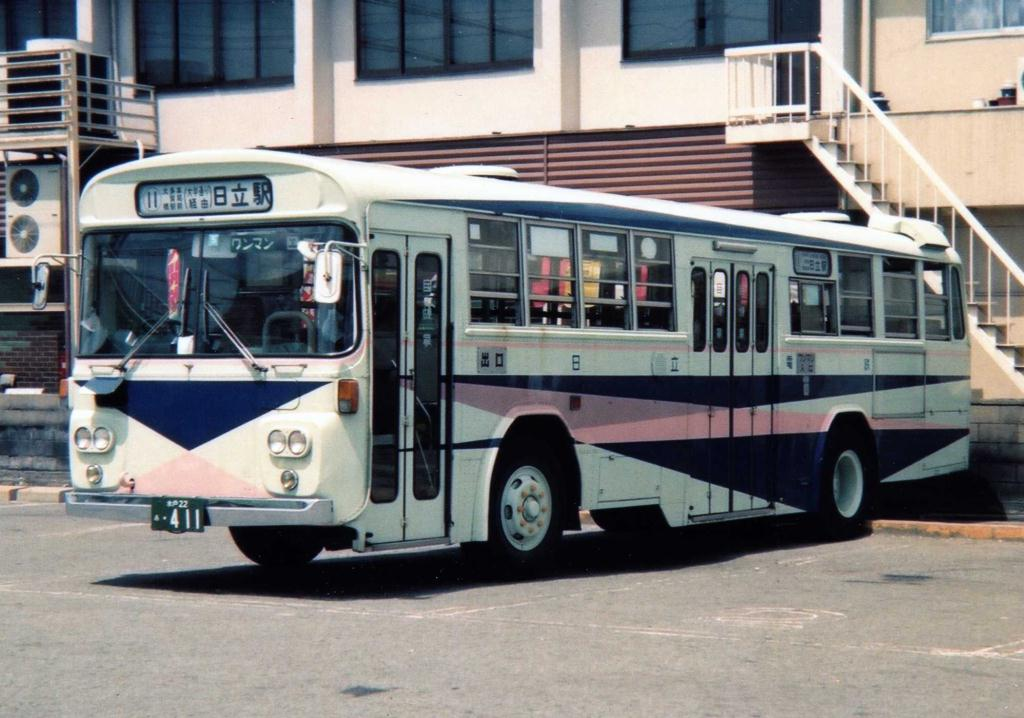
U31L

En 1982 había la introducción de nuevo adelante-taxi de control para CWA52/45 serie camiones, CKA-T tractores de camión de la serie y ultra-modernos U(Un)21, U(Un)31, RA51 autobuses de serie. Cuando de 1985 la compañía tuvo una gama ancha de ligero-, medio- y camiones de deber pesado, así como autobuses y vehículos de propósito especial como transportistas de grúa. En 1989 se produce un acuerdo con IVECO de Italia para desarrollar conjuntamente motores diésel menos contaminantes.

### 1990-1999

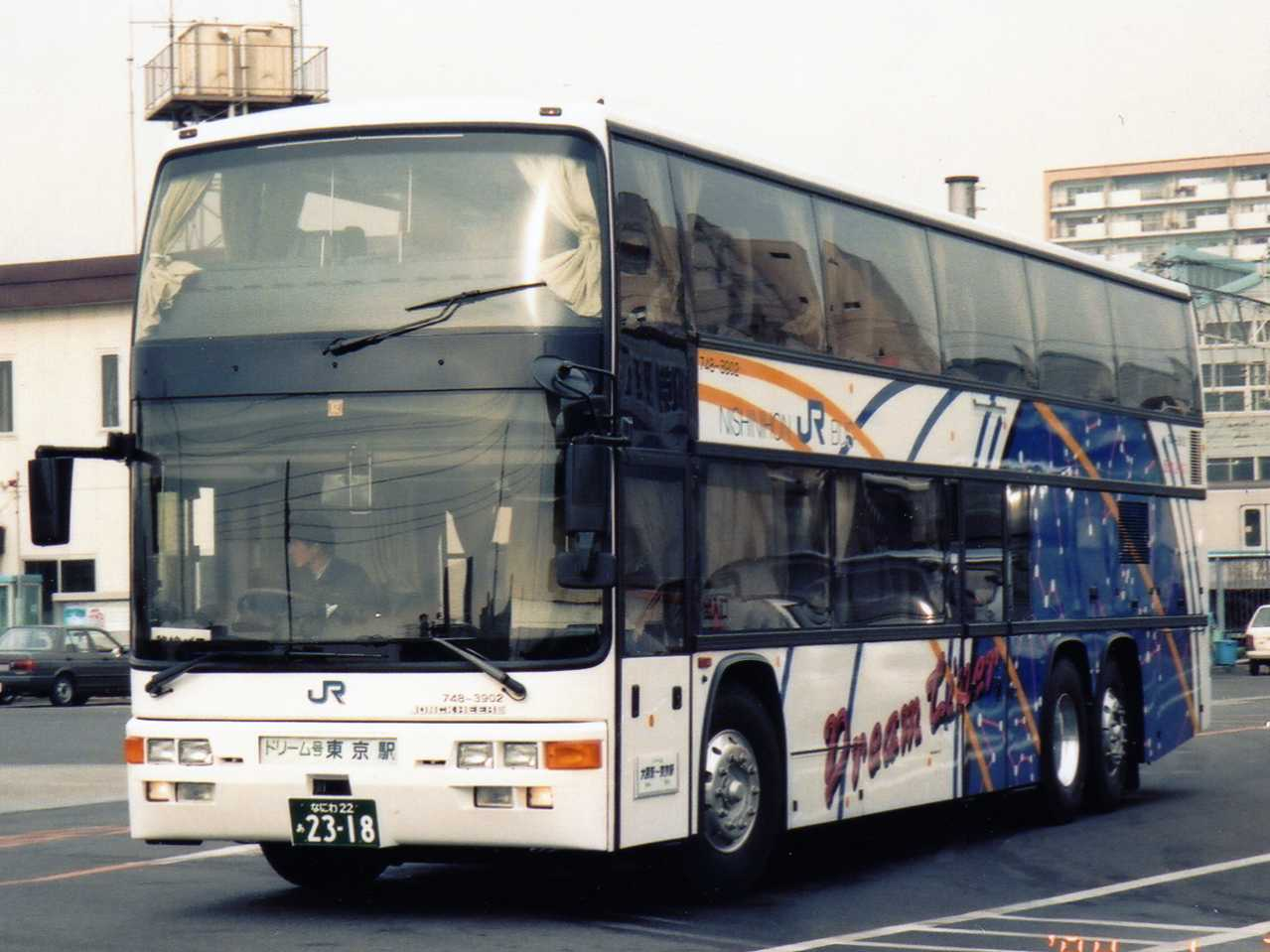
Jonckheere Monaco

En Filipinas en 1992 Nissan Diésel Corp. Empezó fabricando los deluxe coach en cooperación con Jonckheere coach & de Autobús NV/SA de Bélgica. En 1995 Nissan diésel produjo dos millones de vehículos desde que comenzó producción en mayo de 1950. 
1996 traído sobre el establecimiento de P.T. Astra Nissan Indonesia de diésel, una compañía de aventura de la junta con Marubeni Empresa y P.T. Astra Internacional, y el Dongfeng Nissan Motor de Diésel Co., Ltd, una compañía de aventura de la junta con Sumitomo Empresa y Dongfeng Empresa de Motor.

### 2000-2009

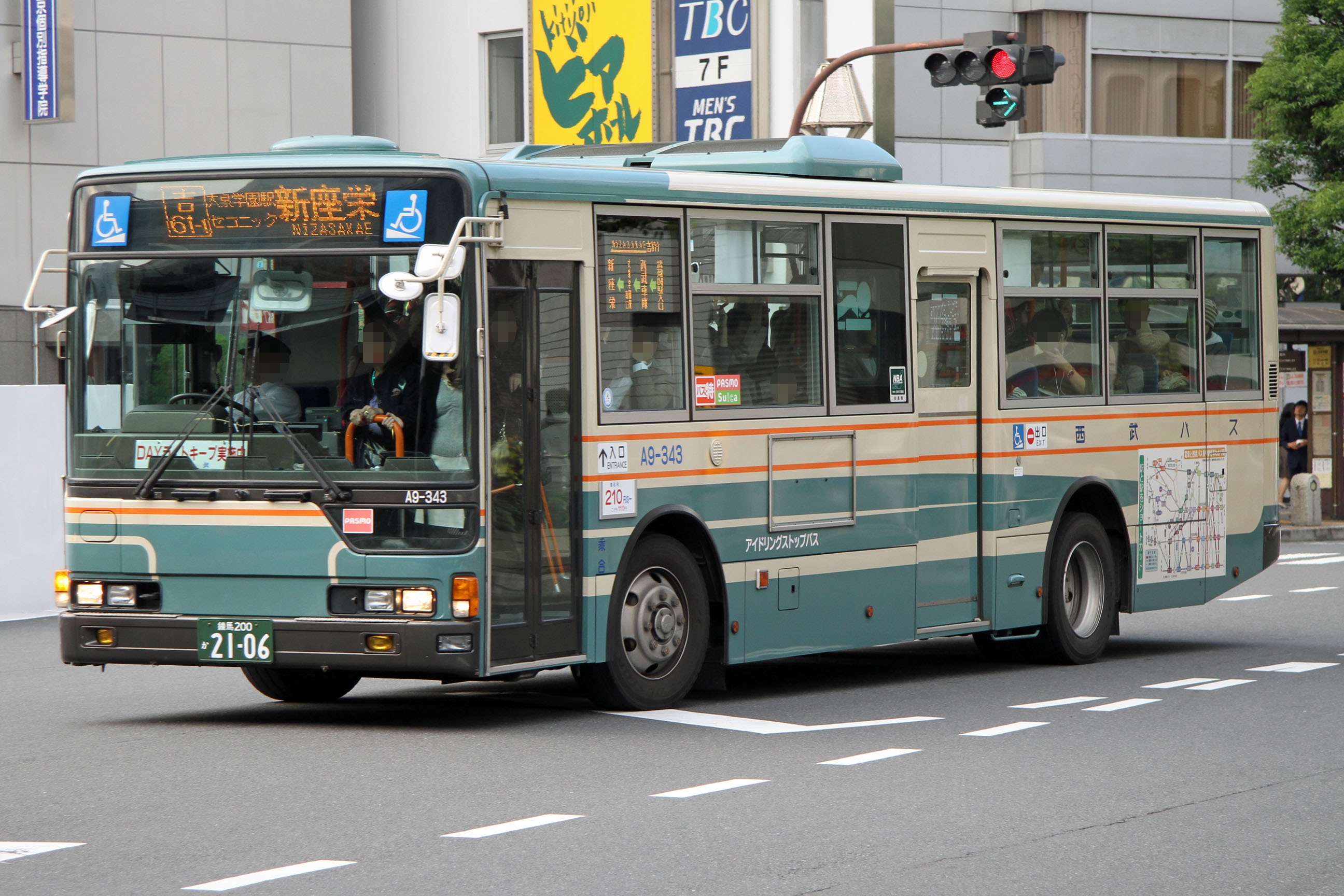
Space Runner A

En 2000 Nissan el diésel introdujo los nuevos camiones para trabajo pesado en Japón y los países asiáticos. También adquiere la operación de ventas de Nissan Diesel Sales Co., Ltd. En 2003, Nissan Motor y Nissan Diesel logran un acuerdo básico para joint venture en un camión de trabajo liviano. Existe también la firma de un contrato de development assitance para la suspensión aérea de buses con la compañía china Dongfeng Motor Corporation.
Nissan Diesel es comprada por el Volvo Group en 2007, convirtiéndose en una filial. Después de la transacción entre Nissan Motor y Volvo, las relaciones de Nissan Diesel con Nissan Motor continúo normalmente y las marcas Nissan Diesel & UD quedaron sin cambios. AB Volvo también adquirió la división de camiones de Renault en 2001.
Iniciando 2007 el acuerdo de suministros OEM entre  Nissan Diésel y Mitsubishi Fuso  Truck and Bus Corporation se hizo efectivo con ambas compañías supliendo motores entre sí con el emblema de socios. En agosto de 2009 Nissan Diésel y Mitsubishi Fuso anunciaron un plan más robusto de cooperación de fabricación de autobuses, incluyendo el establecimiento de una compañía en junta para el negocio de autobuses.
El 1 de febrero de 2010, Nissan Diesel cambió su nombre a UD Trucks. En octubre de 2010 ambas compañías anunciaron que habían interrumpido las discusiones respecto de este asunto, y que el acuerdo de suministro OEM también había terminado.

### 2010 hasta la fecha

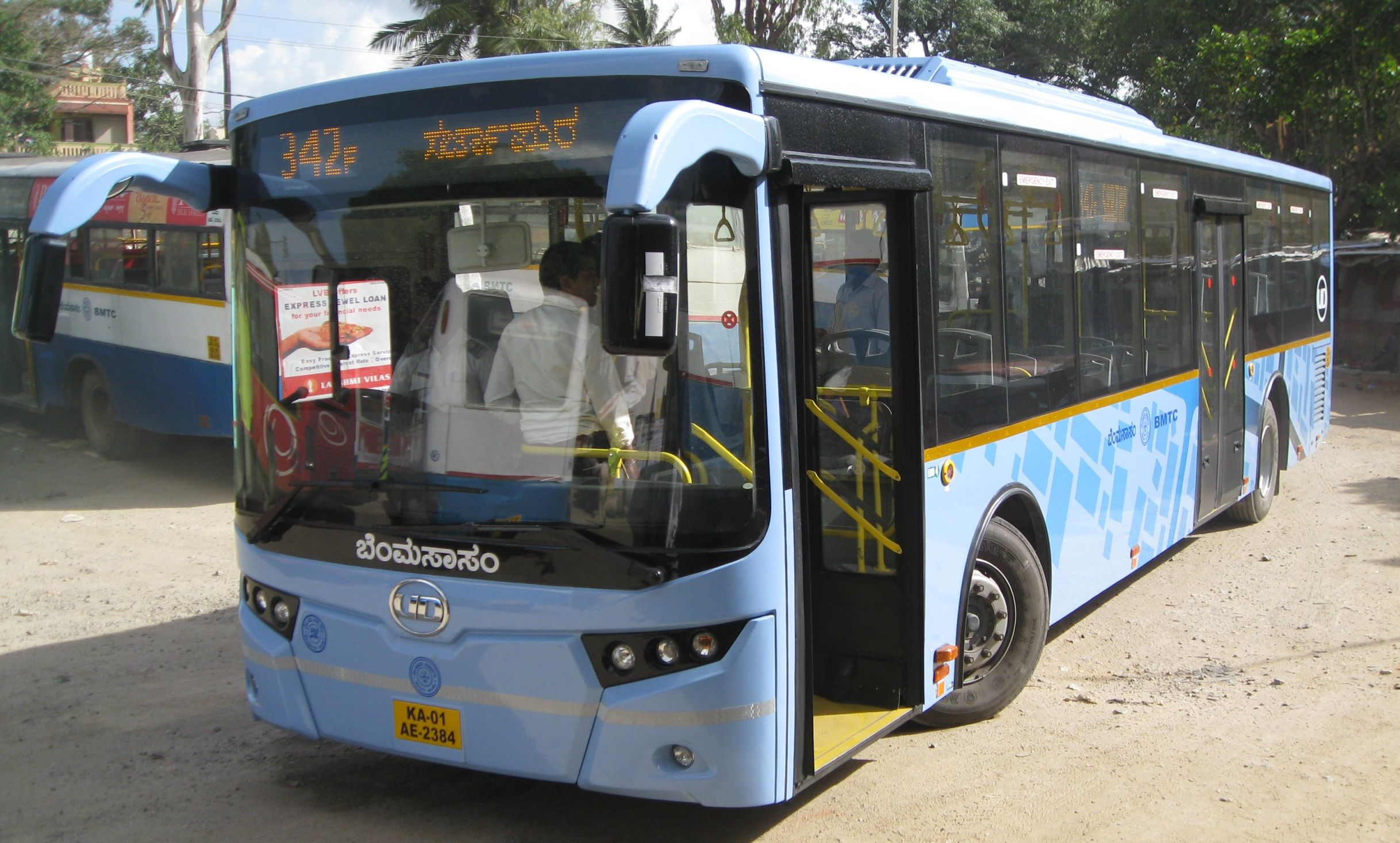
Un Volvo UD autobús encima carreras de prueba en Bangalore, India

El 12 de septiembre de 2012, UD Trucks de Norteamérica anunció que ya no haría parte del mercado de camiones de América del Norte. Las razones dadas para esta decisión fueron el continuo descenso del segmento de mercado de cabina avanzada y el crecimiento acelerado de los costos de cumplimiento de las regulaciones.

## Mercados
UD Trucks es comercializada en 70 países. Algunos de los principales mercados son Japón, África, Asia y Australia.

## Productos

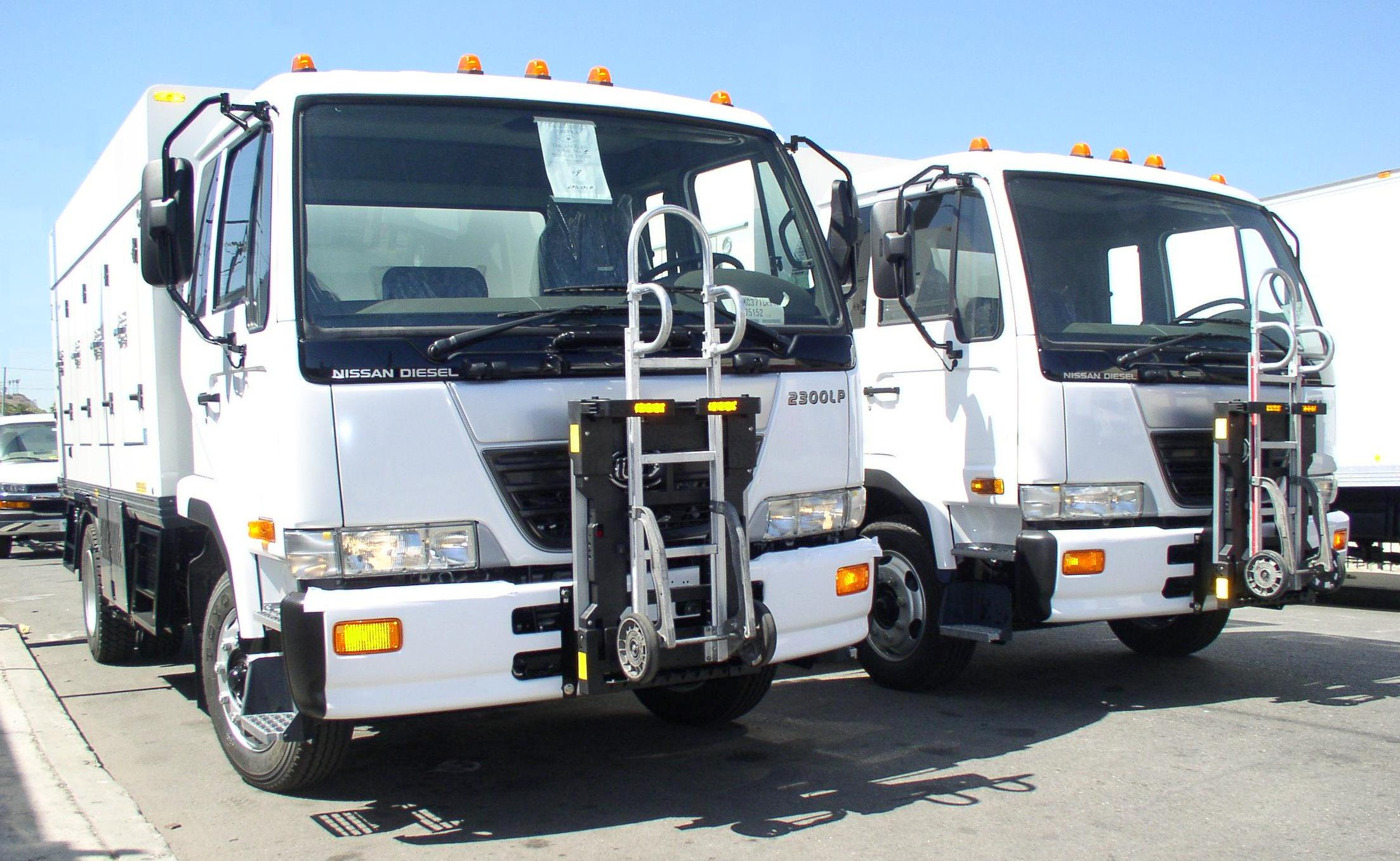
Condor

### Japón

#### Camión
- Quester
- Atlas
- Condor
- Big Thumb
- Quon

#### Autobús

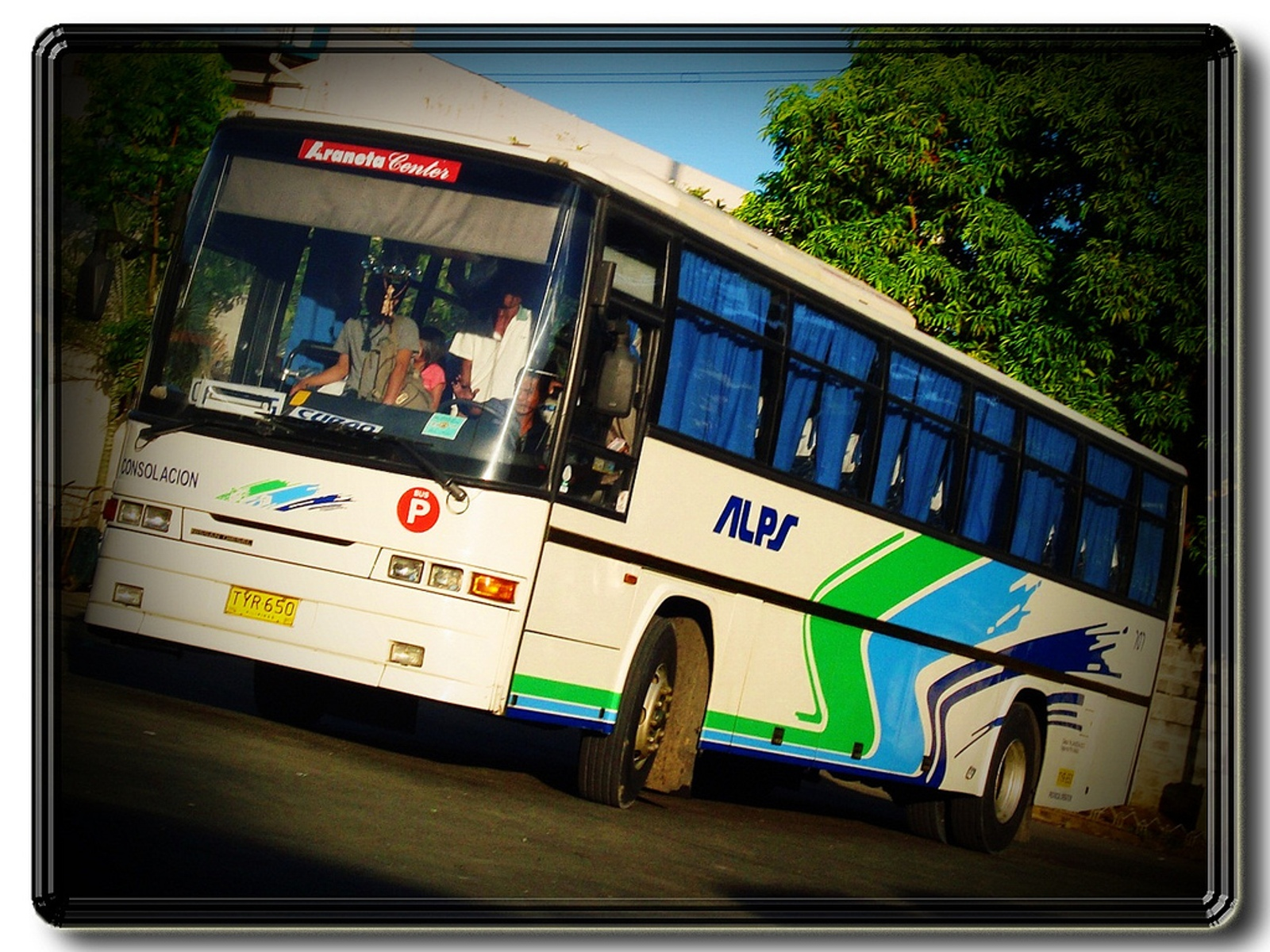
Nissan Diésel JA450SSN en Santarosa cuerpo de autobús del Euro.

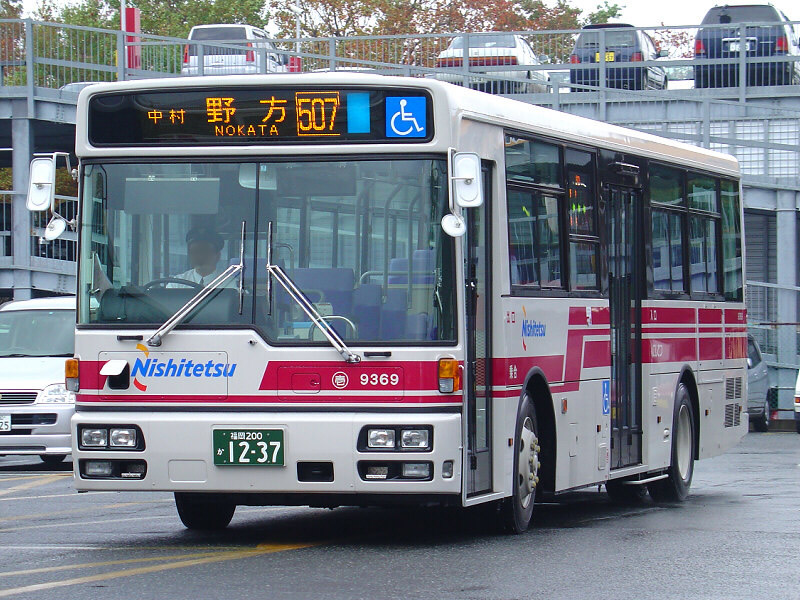
Corredor espacial RA

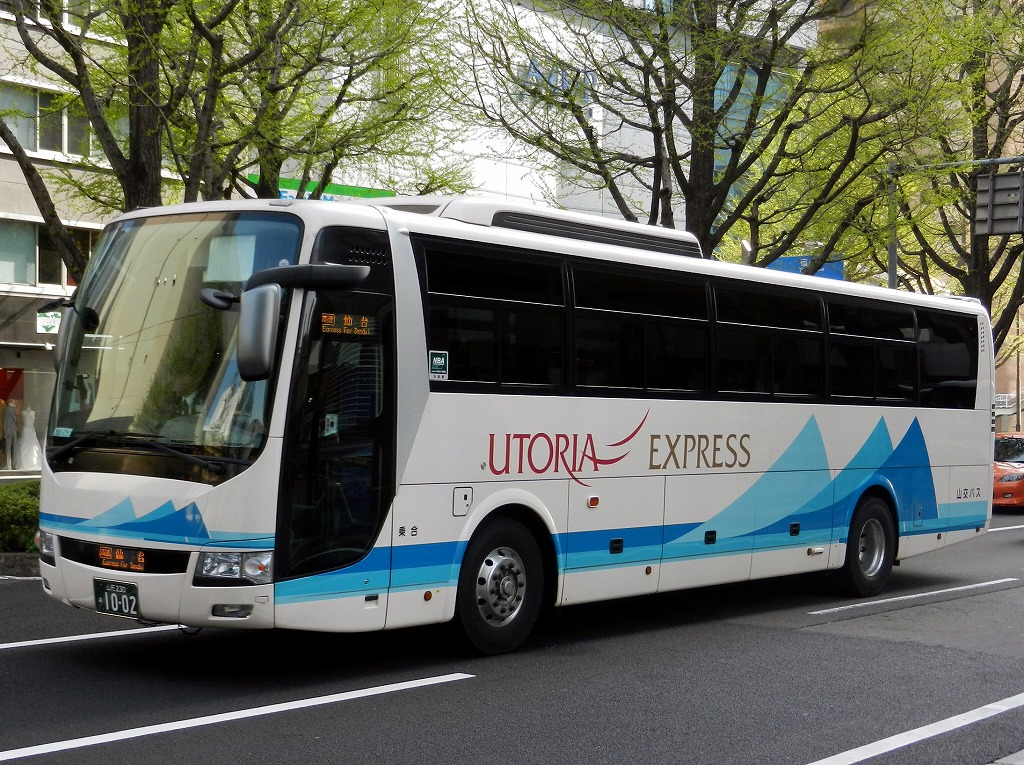
Space Arrow

- Space Arrow - heavy Duty Bus
- Space Wing - Heavy Duty Bus
- Space Runner A -Heavy Duty Bus
- Space Runner RA -Heavy Duty Bus
- Space Runner RM -Medium Duty Bus
- Space Runner RP -Heavy Duty Bus
- Space Runner JP -Heavy Duty Bus
- UA - Heavy Duty Bus
- RN - Medium Duty Bus

### Indonesia
Camión
- UD CK10G 4x2 Chasis
- UD CKA12H 4x2/6x4/6x2 Chasis
- UD CKA12BT 6x2/6x4 Cabeza de Tractor
- UD CKA12BT(X) 4x2 Cabeza de Tractor
- UD PKD311 4x2 Chasis
- UD PKC311 6x2 Chasis
- UD PKC211 4x2 Chasis
- UD PKD211 4x2/6x2 Chasis
- UD PK215 4x2 Chasis
- UD PK260 4x2 Chasis
- UD PK260CT 4x2 Cabeza de Tractor
- UD PK260MX 4x2 Camión de Vertedero
- UD CWA260HT 6x4 Cabeza de Tractor
- UD CWA260MX 6x4 Camión de Vertedero
- UD CWA260M 6x4 Camión de Vertedero
- UD CWA260X 6x4 Vertedero Largo Camión
- UD CDA260X 6x2 Chasis
- UD CDA260MX 6x2 Chasis
- UD Quon CWB6B 6x4 Camión de Vertedero
- UD Quester GWE 6x4 Cabeza de Tractor
- UD Quester CKE 4x2 Cabeza de Tractor
- UD Quester GKE 6x2 Chasis

Autobús
- UD CB12 4x2 chasis de Autobús
- UD CB87 4x2 Autobús Largo chasis
- UD SP210 4x2 chasis de Autobús

### Canadá & de EE.UU.
- UD 1100
- UD 1200
- UD 1300
- UD 1300 TURBO
- UD 1400
- UD 1800
- UD 1800 CS
- UD 1800 HD
- UD 2000
- UD 2300
- UD 2300 DH
- UD 2300 LP
- UD 2600
- UD 2600 LP
- UD 2800
- UD 3000
- UD 3300

### Autobús de chasis (Fiji)
- SP210
- SP215
- CB31R
- MHPC1
- 215P

### Motores de diésel
- NE6 Inline-6 motor de diésel, 175PS Natural Aspira
- FE6 Inline-6 motor de diésel, 175PS Natural Aspira
- FE6B Inline-6 motor de diésel, 180PS Natural Aspira
- FE6-T Inline-6 motor de diésel, 215PS Turbocharged + Euro1
- NE6-T Inline-6 motor de diésel, 220PS Turbocharged
- FE6-TB inline-6 motor de diésel, 260PS Turbocharged + Intercooler + Euro2
- PE6 Inline-6 motor de diésel, 230PS Natural aspira
- PE6-T inline-6 motor de diésel, 280PS Turbocharged
- PF6-TA inline-6 motor de diésel, 320PS Turbocharged + Intercooler
- PF6-TB inline-6 motor de diésel, 350PS Turbocharged + Intercooler
- PF6-TC inline-6 motor de diésel, 375PS Turbocharged + Intercooler
- RE8 v-8 motor de diésel, 295PS Natural Aspira
- RF8 v-8 motor de diésel, 340PS Natural Aspira
- RH8 v-8 motor de diésel, 430PS Natural Aspira
- RG8 v-8 motor de diésel, 350PS Natural Aspira
- RF8-TB v-8 motor de diésel, 480PS Turbocharged + Gemelo Turbo Intercooler
- RE10 v-10 motor de diésel, 370PS Natural Aspira
- RF10 v-10 motor de diésel, 395PS / 420PS Natural Aspira
- RH10 v-10 motor de diésel, 520PS / 470PS / 450PS Natural Aspira
- GE13-TD inline-6 motor de diésel, 370PS Turbocharged + Intercooler